# Charles Kaboré
Charles Kaboré (Bobo-Dioulasso, 27. travnja 1988.) bivši je nogometaš iz Burkine Faso koji je igrao na poziciji veznog.

## Klupska karijera
Kaboré je profesionalnu karijeru započeo u FC Libourneu iz Akvitanije 2006. godine. U siječnju 2008. godine potpisao je ugovor za Olympique iz Marseillea. U siječnju 2013. prelazi u ruski Kuban iz Krasnodara za koji trenutačno igra.

## Golovi za reprezentaciju
| #  | datum              | mjesto      | suparnik | pogodak | rezultat | natjecanje                                |
| -- | ------------------ | ----------- | -------- | ------- | -------- | ----------------------------------------- |
| 1. | 21. lipnja 2008.   | Ouagadougou | Sejšeli  | 1:0     | 4:1      | Kvalifikacije za SP 2010.                 |
| 2. | 9. listopada 2010. | Ouagadougou | Gambija  | 3:0     | 3:1      | Kvalifikacije za Afrički kup nacija 2012. |
| 3. | 23. ožujka 2013.   | Ouagadougou | Nigerija | 4:0     | 4:0      | Kvalifikacije za SP 2014.                 |

## Vanjske poveznice
- Službena stranica Charlesa Kaboréa  Arhivirana inačica izvorne stranice od 8. svibnja 2021. (Wayback Machine)
- ESPN profil  Arhivirana inačica izvorne stranice od 24. listopada 2012. (Wayback Machine)